# Funció de despesa
En microeconomia, la funció de despesa proporciona la quantitat mínima de diners que un individu necessita gastar per aconseguir algun nivell d'utilitat, donada una funció d'utilitat i els preus dels béns disponibles.
Formalment, si hi ha una funció d'utilitat {\displaystyle u} que descriu les preferències sobre n mercaderies, la funció de despesa
{\displaystyle e(p,u^{*}):{\textbf {R}}_{+}^{n}\times {\textbf {R}}\rightarrow {\textbf {R}}}
diu quina quantitat de diners es necessita per aconseguir una utilitat {\displaystyle u^{*}} si els n preus estan donats pel vector de preus {\displaystyle p} . Aquesta funció està definida per
{\displaystyle e(p,u^{*})=\min _{x\in \geq (u^{*})}p\cdot x}
on
{\displaystyle \geq (u^{*})=\{x\in {\textbf {R}}_{+}^{n}:u(x)\geq u^{*}\}}
és el conjunt de tots els paquets que donen una utilitat almenys tan bona com {\displaystyle u^{*}}.
Expressat de manera equivalent, l'individu minimitza la despesa {\displaystyle x_{1}p_{1}+\dots +x_{n}p_{n}} subjecte a la limitació d'utilitat mínima que {\displaystyle u(x_{1},\dots ,x_{n})\geq u^{*},} donant quantitats òptimes per consumir dels diferents béns com {\displaystyle x_{1}^{*},\dots x_{n}^{*}} en funció de {\displaystyle u^{*}} i els preus; aleshores la funció de despesa és
{\displaystyle e(p_{1},\dots ,p_{n};u^{*})=p_{1}x_{1}^{*}+\dots +p_{n}x_{n}^{*}.}

## Característiques de les funcions de despesa
(Propietats de la funció de despesa) Suposem que u és una funció d'utilitat contínua que representa una relació de preferència localment no saciada º sobre Rn +. Aleshores e(p, u) és
1. Homogeni de grau un en p: per a tots i {\displaystyle \lambda } >0, {\displaystyle e(\lambda p,u)=\lambda e(p,u);}
2. Continua en {\displaystyle p} i {\displaystyle u;}
3. No disminueix en {\displaystyle p} i augmenta estrictament en {\displaystyle u} per {\displaystyle p\gg 0;}
4. Còncava en {\displaystyle p}
5. Si la funció d'utilitat és estrictament quasi còncava, hi ha el lema de Shephard.
Prova
(1) Com en la proposició anterior, tingueu en compte que
{\displaystyle e(\lambda p,u)=\min _{x\in \mathbb {R} _{+}^{n}:u(x)\geq u}} {\displaystyle \lambda p\cdot x=\lambda \min _{x\in \mathbb {R} _{+}^{n}:u(x)\geq u}} {\displaystyle p\cdot x=\lambda e(p,u)}
(2) Continueu al domini {\displaystyle e} : {\displaystyle {\textbf {R}}_{++}^{N}*{\textbf {R}}\rightarrow {\textbf {R}}}
(3) Sigui {\displaystyle p^{\prime }>p} i suposant que {\displaystyle x\in h(p^{\prime },u)}. Aleshores {\displaystyle u(h)\geq u}, i {\displaystyle e(p^{\prime },u)=p^{\prime }\cdot x\geq p\cdot x} . Se'n desprèn que {\displaystyle e(p,u)\leq e(p^{\prime },u)} .
Per a la segona afirmació, suposem al contrari que per a alguns {\displaystyle u^{\prime }>u}, {\displaystyle e(p,u^{\prime })\leq e(p,u)} Que, per a alguns {\displaystyle x\in h(p,u)}, {\displaystyle u(x)=u^{\prime }>u}, que contradiu la conclusió de "sense excés d'utilitat" de la proposició anterior.
(4) Sigui {\displaystyle t\in (0,1)} i suposant {\displaystyle x\in h(tp+(1-t)p^{\prime })} . Llavors, {\displaystyle p\cdot x\geq e(p,u)} i {\displaystyle p^{\prime }\cdot x\geq e(p^{\prime },u)}, tan {\displaystyle e(tp+(1-t)p^{\prime },u)=(tp+(1-t)p^{\prime })\cdot x\geq }{\displaystyle te(p,u)+(1-t)e(p^{\prime },u)} .
(5) {\displaystyle {\frac {\delta (p^{0},u^{0})}{\delta p_{i}}}=x_{i}^{h}(p^{0},u^{0})}

## Despesa i utilitat indirecta
La funció de despesa és la inversa de la funció d'utilitat indirecta quan els preus es mantenen constants. És a dir, per a cada vector preu {\displaystyle p} i nivell d'ingressos {\displaystyle I}: :106
{\displaystyle e(p,v(p,I))\equiv I}
Hi ha una relació de dualitat entre la funció de despesa i la funció d'utilitat. Si es dona una funció d'utilitat quasi còncava regular específica, el preu corresponent és homogeni i la funció de despesa augmenta monòtonament, per contra, el preu donat és homogeni i la funció de despesa augmenta monòtonament la utilitat generarà la funció d'utilitat quasi còncava regular. A més de la propietat que els preus són una vegada homogenis i la utilitat augmenta monòtonament, la funció de despesa sol assumir
(1) és una funció no negativa, és a dir, {\displaystyle E(P\cdot u)>O;}
(2) Per a P, no és decreixent, és a dir, {\displaystyle E(p^{1}u)>E(p^{2}u),u>Op^{l}>p^{2}>O_{N}} ;
(3)E(Pu) és una funció còncava. Això és, {\displaystyle e(np^{l}+(1-n)p^{2})u)>\lambda E(p^{1}u)(1-n)E(p^{2}u)y>0}{\displaystyle O<\lambda <1p^{l}\geq O_{N}p^{2}\geq O_{N}}
La funció de despesa és un mètode teòric important per estudiar el comportament del consumidor. La funció de despesa és molt semblant a la funció de cost en la teoria de la producció. Dual al problema de maximització de la utilitat és el problema de minimització de costos

## Exemple
Suposem que la funció d'utilitat és la funció de Cobb-Douglas {\displaystyle u(x_{1},x_{2})=x_{1}^{.6}x_{2}^{.4},} que genera les funcions de demanda
{\displaystyle x_{1}(p_{1},p_{2},I)={\frac {.6I}{p_{1}}}\;\;\;\;{\rm {and}}\;\;\;x_{2}(p_{1},p_{2},I)={\frac {.4I}{p_{2}}},}
on {\displaystyle I} és la renda del consumidor. Una manera de trobar la funció de despesa és trobar primer la funció d'utilitat indirecta i després invertir-la. La funció d'utilitat indirecta {\displaystyle v(p_{1},p_{2},I)} es troba substituint les quantitats de la funció d'utilitat per les funcions de demanda així:
{\displaystyle v(p_{1},p_{2},I)=u(x_{1}^{*},x_{2}^{*})=(x_{1}^{*})^{.6}(x_{2}^{*})^{.4}=\left({\frac {.6I}{p_{1}}}\right)^{.6}\left({\frac {.4I}{p_{2}}}\right)^{.4}=(.6^{.6}*.4^{.4})I^{.6+.4}p_{1}^{-.6}p_{2}^{-.4}=Kp_{1}^{-.6}p_{2}^{-.4}I,}
on {\displaystyle K=(.6^{.6}*.4^{.4}).} Llavors ja que {\displaystyle e(p_{1},p_{2},u)=e(p_{1},p_{2},v(p_{1},p_{2},I))=I} quan el consumidor optimitza, podem invertir la funció d'utilitat indirecta per trobar la funció de despesa:
{\displaystyle e(p_{1},p_{2},u)=(1/K)p_{1}^{.6}p_{2}^{.4}u,}
Alternativament, la funció de despesa es pot trobar resolent el problema de minimitzar {\displaystyle (p_{1}x_{1}+p_{2}x_{2})} subjecte a la restricció {\displaystyle u(x_{1},x_{2})\geq u^{*}.} Això produeix funcions de demanda condicionals {\displaystyle x_{1}^{*}(p_{1},p_{2},u^{*})} i {\displaystyle x_{2}^{*}(p_{1},p_{2},u^{*})} i la funció de despesa és llavors
{\displaystyle e(p_{1},p_{2},u^{*})=p_{1}x_{1}^{*}+p_{2}x_{2}^{*}}